# Corneliu Mănescu
Corneliu Mănescu (8 de febrer de 1916 – 28 de juny de 2000) fou un polític i diplomàtic romanès nascut a Ploieşti.
Militant del Partit Comunista Romanès abans de l'esclat de la Segona Guerra Mundial. Un cop s'instaurà el comunisme a Romania (1948) fou un dels responsables de les relacions internacional del partit, membre del Comitè Central del Partit Comunista Romanès, motiu pel qual s'integrà en el ministeri d'afers exteriors romanès. Va ser ministre d'afers exteriors de la República Popular de Romania entre els anys 1961 i 1965 i de la República Socialista de Romania entre els anys 1965 i 1972. Fou president de l'Assemblea General de les Nacions Unides entre els anys 1967 i 1968 esdevenint així en el primer comunista que presidia aquest organisme. Ençà de l'any 1972 (just quan Ceauşescu va començar a eliminar qualsevol oposició) fou apartat de qualsevol responsabilitat dins del Partit Comunista Romanès a causa del fet que després del traspàs de Gheorghe Gheorghiu-Dej l'any 1965 va fer costat a Gheorghe Apostol com a secretari general del PCR enfront de Nicolae Ceauşescu.
L'any 1989 i coincidint amb la propera convocatòria del XIV Congrés del Partit Comunista Romanès va liderar el sector reformista del partit (que estava totalment marginalitzat) que demanava la reforma, la democratització del comunisme romanès i la renúncia de Nicolae Ceauşescu. Al març del 1989 va signar la Carta dels sis (juntament amb Alexandru Bârlădeanu, Silviu Brucan, Constantin Pârvulescu i Gheorghe Apostol (que havia estat Secretari General del PCR entre els anys 1954 i 1955) motiu pel qual va ser retingut al seu domicili, (acusat de ser un traïdor al comunisme i un espia capitalista), fins que el 22 de desembre de 1989 fou alliberat quan Nicolae Ceauşescu va fugir de Bucarest. Un cop caigut el dictador romanès va formar part del govern provisional del Front de Salvació Nacional presidit per un altre antic membre del PCR, Ion Illiescu, fins que es van celebrar les eleccions legislatives el 20 de maig de 1990, moment en el qual es va retirar de la vida política romanesa.